# Dassault Balzac V
Dassault Balzac V là một loại máy bay cất hạ cánh thẳng đứng (VTOL) thử nghiệm của Pháp trong thập niên 1960.

## Tính năng kỹ chiến thuật (Balzac V)
Dữ liệu lấy từ 
Đặc điểm tổng quát
- Kíp lái: 1
- Chiều dài: 13,1 m (42 ft 11,75 in)
- Sải cánh: 7,3 m (23 ft 11,25 in)
- Chiều cao: 4,6 (m 15 ft)
- Diện tích cánh: 27,2 m² (292,78 ft²)
- Trọng lượng rỗng: 6.124 kg (13.500 lb)
- Trọng lượng có tải: 7.000 kg (15.432 lb)
- Động cơ:
  - 1 × Bristol Siddeley Orpheus BOr 3, 21.57 kN (4.850 lbf)
  - 8 × Rolls-Royce RB108-1A, 9,6 kN (2.160 lbf)  mỗi chiếc

 Hiệu suất bay 
- Vận tốc cực đại: 1.104 km/h (686 mph) trên mực nước biển
- Tải trên cánh: 257,3 kg/m² (52,7 lb/ft²)
- Lực đẩy/trọng lượng (phản lực): 1,12:1 khi bay thẳng đứng
- Thời gian bay: 15 phút